# 李仪祉
李仪祉（1882年—1938年3月8日），原名协、字宜之，陕西蒲城人，中国水利学家。

## 生平
李仪祉于光绪二十四年（1898年）考取同州府秀才第一名，后入泾阳崇实书院、三原宏道书院深造。光绪二十九年（1903年）曾任商州中学堂教员。次年考入京师大学堂德文预备班，得举人衔。宣统元年（1909年）赴德国留学，进入皇家柏林高等工业学院（现柏林工业大学，Technische Universität Berlin, TU Berlin）学习土木工程。辛亥革命爆发后回国。民国二年（1913年）再度赴德留学，入德累斯顿工业大学（Technische Universität Dresden，TU Dresden或TUD）学习。
民国四年（1915年）毕业后回国，李仪祉出任南京河海工程专门学校教务长。民国十一年（1922年）回到故乡，担任陕西省水利局局长，兼渭北水利工程局总工程师。次年又兼任省教育厅厅长。民国十四年（1925年），又兼任国立西北大学校长。此后又历任北京大学教授，陕西省建设厅厅长，上海港务局局长兼南京第四中山大学教授，重庆市政府工程师等职。民国十七年（1928年），出任华北水利委员会委员长，次年又兼北方大港筹备处主任，导淮委员会委员兼总工程师、工务处长。民国十九年（1930年），李仪祉出任陕西省政府委员、建设厅厅长、省水利局局长，开始主持实施他的关中八惠规划。民国二十年（1931年），中国首个民间水利学术组织——中国水利工程学会成立，李仪祉被推选为会长。民国二十二年（1933年），出任黄河水利委员会委员长兼总工程师。民国二十六年（1937年）他抱病回到陕西为抗日战争奔走，后病势加重，民国二十七年（1938年）3月8日在西安逝世。

## 家庭
李仪祉之父李桐轩为戏剧学家、其伯父李仲特为数学家，两人皆为同盟会会员。李仪祉之子李赋宁则是中国著名语言学家、翻译家。解剖学家李赋京、水利学家李赋都皆为其侄。